# Нахаванди, Хушанг
Хушанг Нахаванди (перс. هوشنگ نهاوندی‎;
род. 2 декабря 1932, Решт) — иранский профессор-экономист и государственный деятель, политический советник шаха Мохаммеда Реза Пехлеви. Дважды занимал министерские посты в шахских правительствах, был начальником канцелярии шахбану Фарах Пехлеви. Являлся ректором Университета Пехлеви и Тегеранского университета. Противник Исламской революции, после прихода к власти исламских фундаменталистов эмигрировал во Францию. Работал в Парижском университете, член-корреспондент французской Академии моральных и политических наук (1992). Активно выступает против властей исламской республики.

## Шахский либерал
Родился в семье коммерсанта лурского происхождения. Мирза Али Акбар Нахаванди, отец Хушанга Нахаванди, активно занимался торговыми операциями с царской Россией, затем с СССР, лично знал Серго Орджоникидзе. Был депутатом меджлиса во время Конституционной революции.
Экономическое образование Хушанг Нахзаванди получил в Парижском университете. Вернувшись в Иран, примкнул к партии Иране новин Хасана Али Мансура. Придерживался либеральных (по меркам шахского Ирана), реформистских и прозападных взглядов. Поддерживал Белую революцию шаха Мохаммеда Реза Пехлеви.
В 1964—1965 Хушанг Нахаванди занимал пост министра жилищного строительства и развития в правительстве Хасана Али Мансура. После убийства Мансура перешёл на научную и преподавательскую работу. Рекомендацию Нахаванди получил от бывшего премьер-министра Амира Асадаллы Аляма. Был ректором Университета Пехлеви (1968—1971) и Тегеранского университета (1971—1977); с 1977 по 1979 — президентом Тегеранского университета.
Хушанг Нахаванди принадлежал к кругу элитарных либеральных интеллектуалов, сгруппированных вокруг шахбану Фарах Пехлеви. В 1976—1978 возглавлял канцелярию шахбану. Был близок к правящему семейству, являлся политическим советником шаха. Возглавлял либеральную группировку в правящей партии Растахиз.

## Запоздавший реформист
В силу своих либерально-западнических взглядов профессор Нахаванди являлся убеждённым противником Исламской революции. В августе 1978 Нахаванди принял должность министра науки в правительстве Джафара Шариф-Имами.
Хушанг Нахаванди выступал за либерально-демократические реформы, расширение политических свобод при сохранении конституционной монархии и продолжении «белореволюционного» курса. Поддержал назначение премьер-министром оппозиционера Шапура Бахтияра, которое, по информации Нахаванди, было осуществлено с подачи Фарах Пехлеви. Отъезд шаха из Ирана профессор Нахванди считал ошибкой, предопределившей скорый крах режима. По его мнению, требовалась активная политика, масштабные реформы с опорой на армию. Однако на фоне массовых протестов, столкновений и кровопролития такие планы выглядели запоздавшими.
Исламская революция одержала победу 11 февраля 1979. Через короткое время Хушанг Нахаванди покинул Иран. Обосновался во Франции, работал в Парижском университете.

## Политэмигрант и аналитик
С самого начала Нахаванди был активен в иранской политэмиграции. Как представитель либеральных кругов, он участвовал в совещании, проведённом в Париже в сентябре 1980. Участвовали генерал Овейси, дипломат Захеди, экс-премьер Бахтияр и профессор Нахаванди. Обсуждали планы и перспективы действий против теократического режима исламской республики. Эта встреча была замечена в СССР и названа «сговором шахского генералитета, крупной буржуазии, либералов и соглашательской социал-демократии на контрреволюционной платформе». При этом отмечалось, что «Овейси и Захеди выступают за кровавый военный переворот», тогда как Нахаванди и Бахтияр предпочитают политические методы борьбы.
Хушанг Нахаванди регулярно общается с прессой, выступает с публичными заявлениями. Непримиримо настроен к исламской республике, позитивно отзывается о шахском режиме. Называет Мохаммеда Реза Пехлеви «великим патриотом, преданным свободным миром», а шахский Иран — «великой страной, где крахом стал успех».
В то же время Нахаванди много и критично рассуждает о причинах свержения Пехлеви. По мнению Нахаванди, в 1970-х шах и его правительство «утратили связь с народом», а в решающие моменты революции 1978—1979 неадекватно воспринимали ситуацию и слабо на неё реагировали. Озабоченный международными проблемами, положением на нефтяном рынке, собственными геополитическими амбициями, Мохаммед Реза Пехлеви игнорировал предупреждения о внутреннем неблагополучии, о ширящемся недовольстве в стране.
Важное значение имела и позиция западных союзников шаха — Нахаванди уверен, что США и Западная Европа участвовали в его свержении. Американская администрация была недовольна нефтяными манипуляциями и позицией Тегерана в Ближневосточном конфликте, появившимися в шахской политике антиизраильскими чертами (Нахаванди утверждает, что единственным твёрдым сторонником шаха в администрации Джимми Картера был Збигнев Бжезинский). Западноевропейские правительства считали, будто упорство шаха в удержании власти может привести к захвату Ирана коммунистами и побуждали к отступлению. В итоге Запад способствовал приходу к власти исламистов во главе с Хомейни.
Хушанг Нахаванди выражает симпатии иранскому протестному движению. Однако он признаёт, что они ещё не достигают революционных масштабов 1979 года.

## Автор исторической публицистики
За десятилетия эмиграции Хушанг Нахаванди написал ряд книг по истории Ирана второй половины XX века, о политике шаха Пехлеви, об Исламской революции и её последствиях. Наиболее известны работы Последний шах Ирана, Иранская революция: правда и ложь, Иран: два разбитых сна, Иран 1940—1980: кризис, революция и трагедия.
Дочь Хушанга Нахаванди — Фирузе Нахаванди, социолог и аналитик-международник, профессор Брюссельского свободного университета.